# کلت ام۱۹۱۱
کُلت ۱۹۱۱ سلاح کمری، پیستول نیمه‌خودکاری است که ساخت شرکت تولیدی کلت از سال ۱۹۱۱ تا ۱۹۸۵ سلاح کمری سازمانی نیروهای مسلح آمریکا بود. در بین نیروهای نظامی ایران به کلت چهل و پنج معروف است.
این سلاح در جنگ اول، جنگ دوم، جنگ کره و جنگ ویتنام بکار رفت.
کلت۱۹۱۱ را جان برونینگ طراحی کرد و نسخه نهایی آن در سال ۱۹۱۱ ساخته شد. این سلاح از فشنگ‌های ۰٫۴۵ ACP با اندازه ۲۳*۱۱٫۴۳ میلی‌متر استفاده می‌کند و هفت فشنگ در خشاب قبضه آن جای می‌گیرد.
از سال ۱۹۸۵ جایگزینی ام ۱۹۱۱ با تپانچه ۹ میلی‌متری برتا ام۹ آغاز شد هرچند هنوز هم برخی از واحدهای ارتش آمریکا و همین‌طور نیروهای مسلح بسیاری از کشورهای دیگر دنیا همچنان از کلت ام ۱۹۱۱ استفاده می‌کنند. البته این نکته مد نظر است که همین مدل اسلحه نسخه کشور چک اسلواکی با کالیبر 9mm وجود دارد.

## به‌کارگیرندگان
- آرژانتین[۱]
- برزیل:[۲][۳]
- بولیوی[۴][۵]
- کلمبیا[۴][۵]
- کاستاریکا[۴][۵]
- جمهوری دومینیکن[۴][۵]
- اکوادور[۵]
- فیجی[۴]
- یونان[۶]
- گواتمالا[۵][۷]
- هائیتی[۴][۵]
- اندونزی[۷]
- ایران[۴][۷]
- لیبریا[۴]
- مکزیک[۴][۵][۷]
- آلمان نازی[۱]
- نیکاراگوئه[۴][۵]
- نروژ[۱]
- فیلیپین[۴]
- اسپانیا[۸]
- کره جنوبی[۱]
- ویتنام جنوبی[۱]
- اتحاد جماهیر شوروی[۸]
- تایوان[۴]
- بریتانیا[۱]
- ایالات متحده آمریکا[۸]
- زیمبابوه[۴]